# Cvetelina Zarkova
Cvetelina Valerieva Zarkova (Pernik, 18 dicembre 1986) è una pallavolista bulgara.
Gioca nel ruolo di centrale nella Dinamo București.

## Carriera
La carriera di Cvetelina Zarkova inizia nel 2002 quando fa il suo esordio nel massimo campionato bulgaro con la maglia dell'OK Akademik Sofia; già la stagione seguente è nel rinomato club del Levski Sofia, dove resta fino al 2005. Nel 2004 intanto ottiene la sua prima convocazione in nazionale, prendendo parte l'anno successivo, al campionato europeo.
Nel 2005 si trasferisce in Germania, nel Rote Raben Vilsbiburg, squadra militante in 1. Bundesliga, dove resta per quattro stagioni, vincendo uno scudetto ed una Coppa di Germania. Nel 2009 con la nazionale si aggiudica il bronzo all'European League.
Nel 2009 passa al Lokomotiv Bakı Voleybol Klubu, squadra del campionato azero, mentre con la nazionale ottiene la medaglia d'argento all'European League 2010.
Dopo una stagione passata in Russia, nel Volejbol'nyj klub Samorodok, nell'annata 2011-12 viene ingaggiata dal club rumeno del CSV Tomis Costanza, con il quale vince lo scudetto; con la nazionale vince la medaglia d'argento all'European League 2012.
Nella stagione 2012-13 viene ingaggiata dalla squadra ceca del Volejbalový klub Prostějov, con cui vince il campionato e la coppa nazionale, mentre con la formazione nazionale si aggiudica nuovamente la medaglia di bronzo all'European League 2013. Nella stagione successiva si trasferisce alla Dinamo București nella Divizia A1 rumena, categoria dove milita anche nell'annata successiva vestendo la maglia del Club Sportiv de Volei Alba-Blaj, con cui si aggiudica lo scudetto.

## Palmarès

### Club
- Campionato tedesco: 1

2007-08
- Campionato rumeno: 2

2011-12, 2014-15
- Campionato ceco: 1

2012-13
- Coppa di Germania: 1

2008-09
- Coppa della Repubblica Ceca: 1

2012-13

### Nazionale (competizioni minori)
- European League 2009
- European League 2010
- European League 2011
- European League 2012
- European League 2013